# 만찬에 온 사나이
만찬에 온 사나이(The Man Who Came To Dinner)는 미국에서 제작된 윌리엄 케일리 감독의 1942년 영화이다. 베티 데이비스 등이 주연으로 출연하였고 제리 워드 등이 제작에 참여하였다.

## 출연

### 주연
- 베티 데이비스
- 앤 쉐리던

### 조연
- 몬티 울리
- 리처드 트레비스
- 지미 듀랜트
- 빌리 버크
- 레지날드 가디너
- 엘리자베스 프레이저
- 그랜트 미첼
- 조지 바비어
- 메리 윅스
- 러셀 암스
- 에드윈 스탠리
- 찰스 드레이크
- 나넷 밸론
- 존 리질리

## 제작진
- 원작자: 모스 하트
- 원작자: 조지 S. 코프만
- 협력프로듀서: 제리 워드
- 의상: 오리 켈리

## 같이 보기
- 크리스마스 영화 목록